# Teinobasis superba
Teinobasis superba là một loài chuồn chuồn kim trong họ Coenagrionidae.
Loài này được xếp vào nhóm Loài ít quan tâm trong sách Đỏ của IUCN năm 2007.
Teinobasis superba được Hagen in Selys miêu tả khoa học năm 1877.